# Stephen Breyer
Stephen Gerald Breyer (São Francisco, 15 de agosto de 1938) é um advogado e jurista americano aposentado que serviu como Juiz Associado da Suprema Corte dos Estados Unidos, apontado pelo então presidente norte-americano Bill Clinton em 1994. Breyer era associado à parte liberal da corte, embora tenha visões consideradas mais moderadas.
Após estudar filosofia  na Universidade Stanford, Breyer prosseguiu seus estudos na Universidade de Oxford, se graduando em filosofia, política e economia, posteriormente indo estudar direito na Harvard Law School, se formando em 1964 com honras. Após trabalhar como escriturário para o Juiz Associado Arthur Goldberg de 1964 a 1965, Breyer foi palestrante e professor de direito em Harvard de 1967 a 1994. Ele se especializou em direito administrativo, escrevendo livros e apostilas que ainda são estudadas até os dias atuais. Ocupou outros cargos de destaque antes de ser nomeado para a Suprema Corte, incluindo as posições de assistente especial no escritório do Procurador Geral em questões de antitruste e procurador especial adjunto na força-tarefa da promotoria no Caso Watergate em 1973. Breyer então serviu no Tribunal de Apelações do Primeiro Circuito de 1980 a 1994, quando foi nomeado pelo Presidente Bill Clinton para ocupar uma vaga na Suprema Corte dos Estados Unidos.
No seu livro Active Liberty, de 2005, Breyer fez sua primeira tentativa de comunicar sistematicamente seus pontos de vista sobre a teoria do direito, argumentando que o judiciário deve buscar resolver questões de uma forma que incentive a participação popular nas decisões governamentais.
Em 26 de janeiro de 2022, veículos da imprensa nos Estados Unidos reportaram que o Juiz Breyer pretendia se aposentar da Suprema Corte no final daquele ano. No dia seguinte, ele deu uma entrevista coletiva ao lado do presidente Joe Biden, onde ele confirmou sua aposentadoria da Corte. Ele deixou o cargo de juiz associado em 30 de junho.

## Infância e educação
Breyer nasceu a 15 de Agosto de 1938, em São Francisco, Califórnia, sendo filho de Anne A. (née Roberts) e Irving Gerald Breyer. O bisavô paterno de Breyer emigrou da Roménia para os Estados Unidos, estabelecendo-se em Cleveland, onde nasceu o avô de Breyer. Breyer foi criado numa família judaica de classe média. O pai era advogado que serviu no Conselho de Educação de São Francisco. Breyer e o seu irmão mais novo Charles R. Breyer, que mais tarde tornou-se juiz federal distrital, foram activos nos Escuteiros Américanos e alcançaram a posição de Escoteiros Eagle Scout. Breyer frequentou a Escola Secundária de Lowell, graduando-se em 1955. Em Lowell, foi membro da Sociedade Forense Lowell e debateu regularmente em torneios de liceu, incluindo contra o futuro governador da Califórnia Jerry Brown e o futuro professor da Harvard Law School Laurence Tribe.